# Alberto Guisard
Alberto Guisard (Taubaté, 6 de dezembro de 1891 – Taubaté, 20 de janeiro de 1969) foi um empresário e filantropo brasileiro
Era filho do industrial Félix Guisard e Jeanne Rozand (ou Rosand) Guisard. Alem da direção da Companhia Taubaté Industrial (fundada por seu pai), Alberto Guisard, com seu irmão Raul Guisard (1896-1985), participou ativamente ao desenvolvimento do Vale do Paraíba como acionista e diretor da Produtos Alimentícios Embaré(em associação com o industrial Carlos Herculano Inglês de Sousa, 1911-1964), "Auto Comercial Taubaté", "Companhia Predial de Taubaté", "Companhia de Cinemas do Vale do Paraíba", "Distribuidora de Filmes Cruzeiro", "Companhia de Cinemas Sul Mineira" e "Supermercados Vale do Paraíba".
Foi também fundador da Casa Bancária Alberto Guisard em 1939, depois transformada em 1941 no Banco do Vale do Paraiba S.A., primeiro e único banco sediado na região do Vale do Paraíba no século XX. O banco foi comprado pelo Banco Novo Mundo em 1958. Pioneiro do rádio, fundou com Emilio Amadei Beringhs a Rádio Difusora de Taubaté.
Como filantropo, participou com seu irmão Félix Guisard Filho na direção do Hospital Santa Isabel (Taubaté), na expansão das Casas Pias de Taubaté e financiou a construção e equipamento do Hospital Bom Jesus na cidade de Tremembé, na rua, que depois da sua morte, porta o seu nome.
Alberto Guisard foi casado com Maria Mercedes de Matos. (Taubaté, 10 de maio de 1894 — Taubaté, 24 de setembro de 1981) e teve 3 filhos: Daisy Guisard Inglês de Sousa (1918-2007), Alberto Matos Guisard (1923-1991) e Paulo Matos Guisard (1932-2004).